# Guillermo de Oliveira
Guillermo de Oliveira (Vigo, 1986), és un director, productor i guionista de cinema espanyol.
És autor d'un llargmetratge documental així com diversos curtmetratges i espots publicitaris.

## Trajectòria
És llicenciat en Comunicació Audiovisual i Periodisme per la Universitat Francisco de Vitoria. Entre 2008 i 2011 va treballar realitzant vídeos al Diari ABC on presentava un videoblog sobre cinema. Poc després fongui la productora Zapruder Pictures i realitza els seus primers curtmetratges professionals en els quals adapta videojocs a imatge real. Rodats en anglès gaudeixen d'enorme difusió en Youtube: Max Payne Valhalla (2012), Modern Warfare: Sunrise (2013) i Red Dead Redemption: Seth's Gold (2015).
En 2018 es va estrenar a Espanya el seu primer llargmetratge, el documental Desenterrando Sad Hill.

## Filmografia

### Curtmetratges
- Max Payne: Valhalla (2012). Director, guionista i productor. Codirigit per Javier Esteban Loring.
- Modern Warfare: Sunrise (2013). Director guionista i productor. Codirigit per Javier Esteban Loring..
- Red Dead Redemption: Seth's Gold (2015). Director guionista i productor. Esment especial del jurat a l'Almeria Western Film Festival 2015.

### Llargmetratges
- Desenterrando Sad Hill (2017): Director, guionista i productor. El documental acompanya a un grup de fanàtics en la reconstrucció del Cementiri de Sad Hill construït en 1966 per a l'escena final de la pel·lícula El bo, el lleig i el dolent. La pel·lícula compta amb entrevistes al protagonista de la cinta Clint Eastwood, al compositor italià Ennio Morricone, al vocalista de Metallica James Hetfield o als directors Joe Dante i Álex de la Iglesia entre d'altres.

## Premis
Premis Goya
| Any  | Categoria                    | Pel·lícula             | Resultat |
| ---- | ---------------------------- | ---------------------- | -------- |
| 2019 | Millor pel·lícula documental | Desenterrando Sad Hill | Nominat  |

Medalles del Cercle d'Escriptors Cinematogràfics
| Any  | Categoria         | Pel·lícula             | Resultat  |
| ---- | ----------------- | ---------------------- | --------- |
| 2019 | Millor documental | Desenterrando Sad Hill | Guanyador |

Festival de Cinema de Sitges
| Any  | Categoria                       | Pel·lícula             | Resultat  |
| ---- | ------------------------------- | ---------------------- | --------- |
| 2018 | Millor Pel·lícula Noves Visions | Desenterrando Sad Hill | Guanyador |